# コラ型フリゲート
コラ型フリゲート（コラがたフリゲート、英語: Kola class frigate）は、ソビエト海軍が運用していた警備艦の艦級である。コラ型はNATOコードネームであり、ソ連海軍の計画名は42型警備艦（СКР проекта 42）である。

## 概要
本型は、第二次世界大戦後に初めてソ連で設計・建造された警備艦であった。基本的に、先行する29型警備艦の拡大・改良型であり、艦体を大型化するとともに兵装を強化している。また、ドイツ海軍から接収したT22型水雷艇の技術も導入された。設計は、レニングラードの第32中央設計局により、1947年から1949年にかけて行なわれた。
船体は11個の水密区画に区分されている。また、抗堪性を確保するため、機関室はシフト配置とされている。
主兵装としては、B-34USM 100mm単装両用砲が採用されており、艦の前後に2基ずつ配置されている。また高角砲として、W-11M 37mm連装機関砲を2基と25mm連装機関砲を2基搭載する。
当初は大量整備が計画されたものの、艦体が大型であるためにコストが高いことが問題視されたことから、建造は8隻で打ち切られ、配備は廉価型のリガ型フリゲートに切り替えられた。8隻すべてがカリーニングラードの第620造船所で建造された。
| 艦名                | 就役       | 配備先                                   | 除籍      | 備考                                   |
| ------------------- | ---------- | ---------------------------------------- | --------- | -------------------------------------- |
| ソーコル СОКОЛ      | 1951年1月  | カスピ小艦隊                             | 1971年8月 | 1986年まで補助艦艇として活動           |
| ベルクート БЕРКУТ   | 1952年5月  | バルチック艦隊 →北方艦隊                 | 1965年8月 |                                        |
| コンドル КОНДОР     | 1952年5月  | 北方艦隊                                 | 1970年1月 |                                        |
| グリフ ГРИФ         | 1952年10月 | カスピ小艦隊                             | 1970年    | 練習船としてバクーに係留、1981年に廃船 |
| クレチェット КРЕЧЕТ | 1952年12月 | 北方艦隊 →カスピ小艦隊                   | 1977年6月 |                                        |
| オルラン ОРЛАН      | 1953年3月  | バルチック艦隊 →北方艦隊 →カスピ小艦隊   | 1970年    | 1976年まで練習艦任務                   |
| リュー ЛЕВ          | 1953年3月  | バルチック艦隊 →北方艦隊 →バルチック艦隊 | 1971年    | 練習船としてバルチースクに係留         |
| チグル ТИГР         | 1953年4月  | バルチック艦隊 →北方艦隊                 | 1974年9月 |                                        |